# 何叔衡
何叔衡（1876年5月27日—1935年2月24日），字玉衡，号琥璜，湖南宁乡人。中国共产党创始人之一。

## 生平

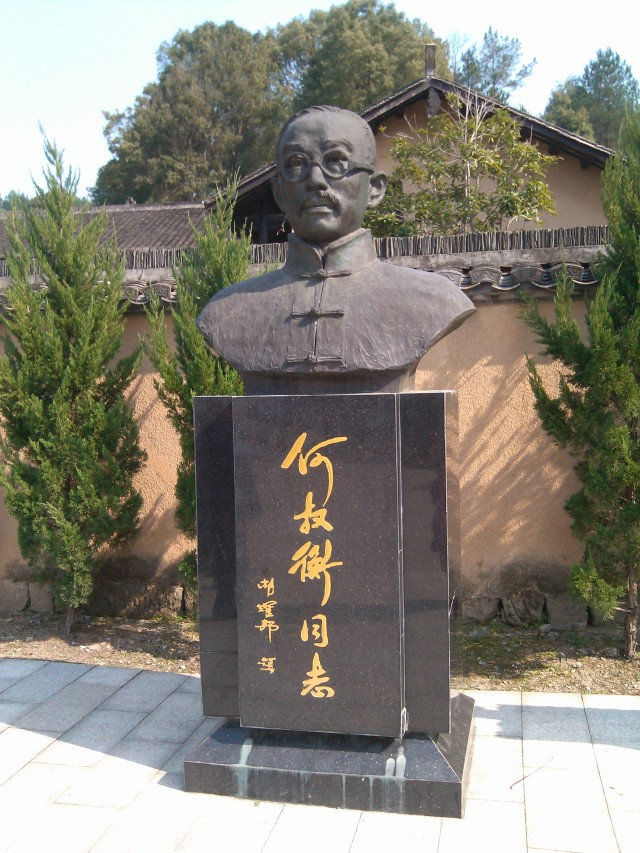
湖南省长沙市宁乡县何叔衡故居门前的何叔衡雕塑。

1913年，何叔衡就读于湖南省立第一师范学校，后在长沙楚怡小学堂和第一师范附小任教。1918年，与毛泽东、萧瑜、蔡和森等发起成立新民学会，曾任执行委员长。1920年，与毛泽东组织发起长沙共产主义小组。后被湖南省教委派为省通俗教育馆馆长，主办《湖南通俗报》。
1921年7月，他与毛泽东作為長沙代表参加在上海召開的中国共产党第一次全国代表大会（在大會召開之前，幾位主要代表認為何不應出席大會，以某項工作緊急為理由，請何先行返湘處理，未實際出席大會。詳張國燾《我的回憶》），时年45岁。1921年8月，与毛泽东创办湖南自修大学。第一次国共合作时期，任中国国民党湖南省党部执行委员和监察委员、湖南省法院陪审员、惩治土豪劣绅特别法庭成员、《湖南民报》馆馆长等职。1927年5月，长沙“马日事变”后，赴上海转入地下工作，与谢觉哉、徐特立等创办中共印刷机构“聚成印刷公司”，任经理。1928年6月，赴苏联莫斯科，参加在那里举行的中國共產黨第六次全國代表大會。9月入莫斯科中山大学，与徐特立、吴玉章、董必武、林伯渠等编在特别班学习。1930年7月回上海，任共产国际救济总会和全国互济会主要负责人。
1931年秋，何叔衡进入江西中央苏区，当选为中华苏维埃共和国中央执行委员会委员、临时中央工作检察人民委员、内务人民委员部代理部长、临时最高法庭主席、工农监察部部长等职。1934年中央红军主力突围长征后，留守赣闽根据地繼續進行游击斗争。1935年2月24日，何叔衡在福建长汀水口被国民党部队包围，于突围中跳崖身亡:16，终年58岁。

## 家庭
何叔衡和妻子袁娥没有子女。何新九是何叔衡弟兄过继的。
何新九一生育有4子3女，二儿子名叫何霞飞，何霞飞的大儿子名字不详，大儿媳名叫李小良，是一名乡村教师，何霞飞的二儿子名叫何光华，二儿媳名叫李国辉，何叔衡故居由李国辉负责看管，沙田乡人民政府每月支付给她800元，何盛明则是何叔衡的曾孙，何叔衡是中国共产党创始人之一，作为中国共产党创党元老，由于他1935年2月24日在福建长汀跳下悬崖摔死，其后人五代并没有享受到父荫，仍然居住在宁乡县沙田乡，曾孙何盛明曾是煤矿和钢厂的矿工，年纪大了之后回乡种田，何盛明的2个儿子也是靠卖苦力挣钱，大儿子是海尔空调的安装工人，二儿子是中联重科机床工人。
1928年，何叔衡远赴苏联留学深造，其中1929年给儿子何新九写的家书写到：“我的人生观，绝不是想安居乡里以求善终，绝对不能为一家一身升官发财以愚懦子孙。此数言请你注意。”后来这句话成了何家的家训。